# Port lotniczy Annaba
Port lotniczy Annaba – międzynarodowy port lotniczy położony 9 km na południe od centrum Annaby. Jest jednym z największych portów lotniczych w Algierii.

## Linie lotnicze i połączenia
| Linie lotnicze   | Kierunek                                                                                                |
| ---------------- | --- |
| Air Algerie      | 1. Algier 2. Stambuł 3. Lyon-Saint-Exupéry 4. Marsylia 5. Oran 6. Paryż-Charles de Gaulle 7. Paryż-Orly |
| Tassili Airlines | 1. Algier 2. Al-Wadi 3. Hasi Masud                                                                      |
| Volotea          | Sezonowo: 1. Marsylia                                                                                   |